# Guvernator al statului Kentucky
Guvernatorul statului Kentucky, conform originalului din limba engleză, [The] Governor of the Commonwealth of Kentucky, este șeful executivului statului (în engleză, limitat la doar patru state ale Statelor Unite, Commonwealth) Kentucky, Statele Unite ale Americii. 
Actualul guvernator al statului este Andy Beshear, un politician democrat.

## Rolul constituțional
Conform Constituţiei statului Kentucky, partea a doua, capitolul II, Articolul I, 